# Longwood House

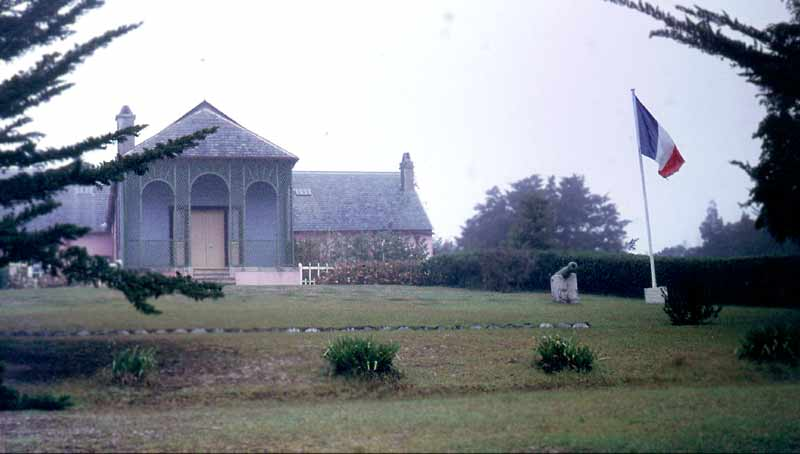
La Casa de Longwood (Longwood House)

Longwood House era la residencia de Napoleón I durante su exilio en la isla de Santa Elena, desde el 10 de diciembre de 1815 hasta su muerte el 5 de mayo de 1821. Se encuentra en una llanura azotada por los vientos a unos 6 kilómetros de la capital de la isla, Jamestown.

## Historia
Originalmente residencia de verano del vicegobernador, Fue acondicionada en 1815 para albergar a Napoleón. El Gobierno británico reconoció su inadecuación como casa para el antiguo Emperador y su séquito, y estando cerca su muerte se había construido en las cercanías una nueva casa para él (Nueva Longwood), que nunca llegó a ocupar. Después de la muerte de Napoleón, la Casa de Longwood volvió a pertenecer a la Compañía Británica de las Indias y más tarde a la Corona, y fue utilizada para fines agrícolas. Las noticias de su descuido llegaron a Napoleón III, quien desde 1854 negoció con el Gobierno británico la transferencia de la casa a Francia. En 1858 fue transferida al Gobierno francés junto con el Valle de la Tumba por la suma de £7,100. Desde entonces ha estado bajo control del Ministerio de Asuntos Exteriores de Francia y un representante del Gobierno francés vive en la isla y es responsable de administrar ambas propiedades.

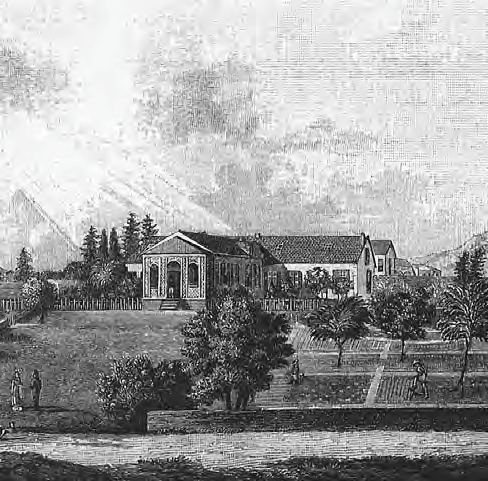
Longwood fue la residencia de Napoleón en Santa Elena desde 1815 hasta su muerte seis años después.

En 1959 una tercera propiedad, las Zarzas, donde Napoleón pasó los dos primeros meses mientras Longwood estaba siendo preparada, fue entregada al Gobierno francés por la señora Mabel Brookes. 
A causa de los estragos de las termitas, el Gobierno francés consideró la demolición de la construcción en la década de 1940. Nueva Longwood y la casa de Balcombe en las Zarzas fueron demolidas en este momento, pero la Casa de Longwood fue conservada, y fue fielmente restaurada por conservadores franceses. Las escaleras de piedra de la fachada son las únicas partes del edificio original que han quedado.
En 2008, Michel Dancoisne-Martineau donó las tierras circundantes al Pabellón de las Zarzas a la República Francesa. Dos años antes, él había donado la cascada con forma de corazón del valle al Saint Helena National Trust.
La casa es ahora un museo perteneciente al Gobierno francés. Es uno de los dos museos de la isla, siendo el otro el Museo de Santa Elena.

## Otras lecturas
- Jean-Paul Kauffman, The Dark Room at Longwood (2000)